# Biskupiec (gmina, Nowe Miasto)
Pour la ville dans le powiat d'Olsztyn, voir Biskupiec.
Biskupiec est une gmina rurale du powiat de Nowe Miasto, Varmie-Mazurie, dans le nord de la Pologne. Son siège est le village de Biskupiec, qui se situe environ 19 km au nord-ouest de Nowe Miasto Lubawskie et 83 km au sud-ouest de la capitale régionale Olsztyn.
La gmina couvre une superficie de 241,25 km2 pour une population de 9 652 habitants.

## Géographie
La gmina inclut les villages de Babalice, Bielice, Borki, Buczek, Czachówki, Fitowo, Gaj, Iwanki, Krotoszyny, Łąkorek, Łąkorz, Leszczyniak, Lipinki, Mała Wólka, Mec, Mierzyn, Osetno, Osówko, Ostrowite, Piotrowice, Piotrowice Małe, Podlasek, Podlasek Mały, Rywałdzik, Sędzice, Słupnica, Sumin, Szwarcenowo, Tymawa Wielka, Wąkop, Wardęgówko, Wardęgowo, Wielka Wólka, Wonna et Zawada.
La gmina borde les gminy de Iława, Jabłonowo Pomorskie, Kisielice, Kurzętnik, Łasin, Nowe Miasto Lubawskie, Świecie nad Osą et Zbiczno.